# Jep Fink (arkitekt)
 Der er flere personer med dette navn, se Jep Fink (landmand).
Jep Fink (født 10. april 1882 i Stubbom, død 6. august 1973 i Aabenraa) var en dansk arkitekt.
Jep Fink virkede i en periode, hvor Sønderjylland stadig var tysk, men hvor der var stilistiske tilnærmelser via arkitekturen på begge sider af grænsen. Der blev bygget Heimatschutz-arkitektur, men også danske arkitekter Bedre Byggeskik satte deres spor i området allerede inden genforeningen i 1920. Fink var medindehaver af byggefirmaet Brdr. Fink, Aabenraa fra 1907 og fik senere egen tegnestue i samme by. Han var formand for Kunst og Haandværk for Nordslesvig fra 1910, medlem af Aabenraa Byråd 1920-22, branddirektør i Den alm. Brandforsikring for Landbygninger og Købstædernes Brandforsikring fra 1920 samt bygningskyndig direktør i Jydsk Hypotekforening fra 1926.
Fink var dybt engageret i grænselandets danske genopbygning efter Genforeningen, hvor han i sine opgave demonstrede en usvigelig sikker æstetisk sans og håndværksmæssig omhu. Hans udgangspunk vedblev at være den traditionelle byggeskik som den blev dyrket i Bedre Byggeskik. I bygningernes detaljer ses til tider lån fra lokal slesvigsk byggeskik såsom pilasterportaler og barokdøre. Inspirationen hertil kan dog også stamme fra Finks skitsebøger fra 1. verdenskrig, hvor han som underofficer var stationeret i Lübeck.

## Familie
Jep Fink var bror til borgmester Holger Fink og fader til døtrene Julie, Cecilie og Ingeborg og sønnerne Dan, Ernst og Troels Fink.
Jep Fink var landsmandssøn, blev tømrersvend 1900 og var på Vallekilde Håndværkerskole under Andreas Bentsen i 2 år. Hans forbindelse til højskolemiljøet blev beseglet, da han 20. juni 1907 giftede sig i Vallekilde med Esther Trier (19. november 1881 på Vallekilde Højskole – 25. september 1967 i Aabenraa), der var datter af forstander Ernst Trier og Julie Vilhelmine Marstrand.
Parret stiftede Esther og Jep Finks Mindefond for Arkitektur og Kunsthåndværk. Jep Fink og hustru er begravet i Aabenraa.

## Værker
I Aabenraa:
- Kommunal boligbebyggelse, Callesensgade 21-25/Lavgade 7-13 (1921-22)
- Callesensgade 5 (1922)
- Butik og caféinteriør, Ramsherred 33 (1922)
- Jørgensgård 56 (1922) og 58 (1923, eget hus)
- Teater, H.P. Hanssens Gade 12, (1923-24, senere biograf og bank)
- Sønderjyllands Højspændingsværk, (1923-25, kalkmalerier af Troels Trier, nedrevet 1992)
- Post- og telegrafbygning, H.P. Hanssensgade 19-20 (1925, senere tilbygget)
- Grand Hotel, nu Hotel Europa, H.P. Hanssensgade 10 (1926, senere tilbygget)
- Aabenraa Museum, H.P. Hanssensgade 33 (1937)
- Funktionærboliger m.m., Aabenraa Sygehus (1934, 1939-42, sammen med Dan Fink)
- Villaer, bl.a. Skt. Jørgens præstebolig, Kirkebakken 1 (1924)
- Overlægebolig, Bjerggade 8 (1929)

Øvrige arbejder:
- Nørreherredhus, Nordborg (1906, kalkmalerier af Troels Trier, brændt 1962)
- Sønder Hygum Forsamlingshus (1907)
- Genner Kirke (1935)
- Bibliotek og festsal, Askov Højskole (1935)
- Tarup Børnehave, opr. dansk skole, Taruper Hauptstraβe 53 (1938)
- Flere præstegårde og skoler, bl.a. i Sydslesvig, forsamlingshuse, mejerier, gårde og husmandssteder

- Hotel Europa
- H.P. Hanssens Gade 12
- H.P. Hanssens Gade 33
- Genner Kirke
- Hygum Forsamlingshus